# 대한민국 형법 제245조
대한민국 형법 제245조는 공연음란죄에 대한 형법각칙의 조문이다. <개정 1995.12.29>

## 조문
제245조(공연음란) 공연히 음란한 행위를 한 자는 1년 이하의 징역, 500만원 이하의 벌금, 구류 또는 과료에 처한다.

第245條(公然淫亂) 公然히 淫亂한 行爲를 한 者는 1年 以下의 懲役, 500萬원 以下의 罰金, 拘留 또는 科料에 處한다. <改正 1995.12.29.>

## 참조 조문
경범죄처벌법 41. (과다노출) 여러 사람의 눈에 뜨이는 곳에서 함부로 알몸을 지나치게 내놓거나 속까지 들여다 보이는 옷을 입거나 또는 가려야 할 곳을 내어 놓아 다른 사람에게 부끄러운 느낌이나 불쾌감을 준 사람

## 판례

### 음란행위 사례
- 요구르트 제품의 홍보를 위하여 전라의 여성 누드모델들이 일반 관람객과 기자 등 수십명이 있는 자리에서, 알몸에 밀가루를 바르고 무대에 나와 분무기로 요구르트를 몸에 뿌려 밀가루를 벗겨내는 방법으로 알몸을 완전히 드러낸 채 음부 및 유방 등이 노출된 상태에서 무대를 돌며 관람객을 항햐여 요구르트를 던진 경우[1]
- 피고인이 앞서가던 승용차가 진로를 비켜주지 않는다는 이유로 그 차를 추월하여 정차하게 한 다음 승용차를 손괴하고 탑승자를 때리는 등 행패를 부리다가 신고를 받고 출동한 경찰관이 이를 제지하려고 하자 시위조로 주위에 운전자 등 사람이 많이 있는 가운데 옷을 모두 벗어 알몸의 상태로 바닥에 드러눕거나 돌아다닌 경우[2]

### 음란행위가 아닌 경우
- 신체의 노출행위가 있었다고 하더라도 그 일시와 장소, 노출 부위, 노출 방법·정도, 노출 동기·경위 등 구체적 사정에 비추어, 그것이 일반 보통인의 성욕을 자극하여 성적 흥분을 유발하고 정상적인 성적 수치심을 해하는 것이 아니라 단순히 다른 사람에게 부끄러운 느낌이나 불쾌감을 주는 정도에 불과하다고 인정되는 경우 그와 같은 행위는 경범죄처벌법 제1조 제41호에 해당할지언정, 형법 제245조의 음란행위에 해당한다고 할 수 없을 것이다.[3]

### 성행위 목적 카페 개설등
- 구 정보통신망이용촉진및정보보호등에관한법률 음란정보 배포 등 죄를 처벌하도록 규정하고 있어, 공연히 전시한다라 함은 불특정 또는 다수인이 실제로 음란한 부호·문언·음향 또는 영상을 인식할 수 있는 상태에 두는 것을 의미하는 것이다. 인터넷사이트에 집단 성행위 목적의 카페를 개설, 운영한 자가 남녀 회원을 모집한 후 특별모임을 빙자하여 집단으로 성행위를 하고 그 촬영물이나 사진 등을 카페에 게시한 경우, 카페가 회원제로 운영되는 등 제한적이고 회원들 상호간에 음란물을 게시, 공유해 온 사정이 있다고 하더라도 위 카페의 회원수에 비추어 위 게시행위가 음란물을 공연히 전시한 것에 해당한다고 할 것이다[4].

## 같이 보기
- 간통죄
- 외설
- 공연음란죄